# Aechmea 'Pacifica'
Aechmea 'Pacifica' es un cultivar híbrido del género Aechmea perteneciente a la familia Bromeliaceae.
Es un híbrido creado antes del año 1975 con las especies Aechmea distichantha x Aechmea chantinii.